# Котельников Михайло Федорович
Михайло Федорович Котельников (рос. Михаил Фёдорович Котельников; 1923, Русько-Власовський — 6 листопада 1943, Київ) — радянський офіцер, Герой Радянського Союзу.

## Біографія
Народився в 1923 році на хуторі Русько-Власовському (тепер Морозовського району Ростовської області) в селянській родині. Росіянин. Закінчив 9 класів середньої школи.
У 1941 році призваний до лав Червоної Армії. У боях німецько-радянської війни з жовтня 1941 року. У 1943 році закінчив курси молодших лейтенантів.
1 жовтня 1943 року командир взводу 529-го стрілецького полку молодший лейтенант М. Ф. Котельников під вогнем противника на підручних засобах переправив свій взвод на правий берег Дніпра в районі села Лютежа Вишгородського району Київської області та зайняв перші траншеї ворога. У запеклому бою взвод утримав Лютізький плацдарм і забезпечив переправу роти. Коли при відбитті декількох контратак противника був поранений командир роти, молодший лейтенант М. Ф. Котельников прийняв командування ротою на себе і продовжував виконувати бойове завдання з розширення плацдарму.
Указом Президії Верховної Ради СРСР від 29 жовтня 1943 року за зразкове виконання бойових завдань командування на фронті боротьби з німецько-фашистським загарбниками і проявлені при цьому мужність і героїзм молодшому лейтенантові Михайлу Федоровичу Котельникову присвоєно звання Героя Радянського Союзу.

Могила Михайла Котельникова

Не отримавши нагороди, Михайло Котельников загинув у бою за село Святошин (нині в межах міста Києва) 6 листопада 1943 року. Похований в Києві на Святошинському кладовищі (ділянка № 3).

## Нагороди
Нагороджений орденом Леніна, орденом Червоного Прапора.

## Вшанування пам'яті
Ім'ям Героя названі вулиці в місті Морозовську Ростовської області і в Києві.